# Lars Eriksson
Lars Eriksson (Stockholm, 21. rujna 1965.) je švedski umirovljeni nogometni vratar i bivši nacionalni reprezentativac.

## Karijera

### Klupska karijera
Eriksson je većinu svoje klupske karijere proveo u domovini braneći za Hammarby i Norrköping. U inozemstvu je bio vratar belgijskog Charleroija dok je s Portom osvojio tri uzastopna portugalska naslova prvaka.
Igračku karijeru je prekinuo 2001. godine nakon što je s Hammarbyjem postao švedski prvak.

### Reprezentativna karijera
Za švedsku reprezentaciju Lars Eriksson je branio od 1988. do 1995. U tom razdoblju nastupio je na dva svjetska (1990. u Italiji i 1994. u SAD-u) te jednom europskom (1992. u Švedskoj) prvenstvu. Najveći reprezentativni uspjeh ostvario je 1994. kada je Švedska osvojila svjetsku broncu.

## Osvojeni trofeji

### Klupski trofeji
| Klub     | Natjecanje            | Sezona / godina |
| Švedska  | Švedska               | Švedska         |
| -------- | --------------------- | --------------- |
| Hammarby | Division 1 Norra      | 1989.           |
| Portugal |                       |                 |
| Porto    | Portugalsko prvenstvo | 1995./96.       |
| Porto    | Portugalsko prvenstvo | 1996./97.       |
| Porto    | Portugalsko prvenstvo | 1997./98.       |
| Porto    | Portugalski kup       | 1998.           |
| Švedska  |                       |                 |
| Hammarby | Švedsko prvenstvo     | 2001.           |

### Reprezentativni trofeji
| Natjecanje                          | Godina  | Trofej  |
| Švedska                             | Švedska | Švedska |
| ----------------------------------- | ------- | ------- |
| Svjetsko prvenstvo u nogometu - SAD | 1994.   | Bronca  |

## Vanjske poveznice
- Zerozero.pt
- Foradejogo.net  Arhivirana inačica izvorne stranice od 21. rujna 2013. (Wayback Machine)